# هنري (وحدة)
هنري هو أحد وحدات القياس الدولي وهي وحدة قياس المحاثة (التحريض) والوحدة نسبة إلى العالم الأمريكي جوزيف هنري مكتشف ظاهرة الحث الكهرومغناطيسي
النفاذية الكهرومغناطيسية للفراغ تساوي 4π×10−7 H/m هنري لكل متر
و الهنري هو الحث الذاتي لملف إذا تغير معدل مرور التيار فيه بنسبة أمبير لكل ثانية ولد قوة دفع كهربائي قيمتها 1 فولت
{\displaystyle H={\dfrac {{\mbox{m}}^{2}\cdot {\mbox{kg}}}{{\mbox{s}}^{2}\cdot {\mbox{A}}^{2}}}={\dfrac {\mbox{Wb}}{\mbox{A}}}={\dfrac {{\mbox{V}}\cdot {\mbox{s}}}{\mbox{A}}}={\dfrac {{\mbox{J/C}}\cdot {\mbox{s}}}{\mbox{C/s}}}={\dfrac {{\mbox{J}}\cdot {\mbox{s}}^{2}}{{\mbox{C}}^{2}}}={\dfrac {{\mbox{m}}^{2}\cdot {\mbox{kg}}}{{\mbox{C}}^{2}}}}
A = أمبير
V = فولت
C = كولوم
J = جول
Wb = ويبر